# Neuralink
Neuralink — американская нейротехнологическая компания, основанная Илоном Маском, планирующая заниматься разработкой и производством имплантируемых нейрокомпьютерных интерфейсов. Штаб-квартира компании расположена в Сан-Франциско. Компания была основана в 2016 году, а первые публикации о ней появились в марте 2019 года. Торговая марка Neuralink была приобретена у предыдущего владельца в январе 2017 года.
Согласно статье из Wait But Why, опубликованной в апреле 2017, Маск заявил, что компания стремится сделать устройства для лечения серьёзных заболеваний 
головного мозга в краткосрочной перспективе, а конечная цель состоит в усовершенствовании людей.
Но ещё в июне 2016 года Маск обсуждал идею создания «нейроленты» (англ. neural lace), которая в научно-фантастических рассказах Иэна Бэнкса используется представителями сверхцивилизации The Culture.
В начале 2022 года Neuralink подала заявку в Управление по контролю качества продуктов и лекарственных препаратов США (FDA) на разрешение проводить исследования инвазивного интерфейса (микрочипа) на людях. В марте 2023 года стало известно, что FDA отказало компании. Причины отказа были связаны с безопасностью литиевой батареи устройства, возможной миграцией крошечных проводков имплантата в другие области мозга и с вопросом о том, можно ли удалить устройство без повреждения мозговой ткани. Однако Neuralink продолжила дорабатывать технологию, чтобы она не вызывала претензий у регулятора. И в мае 2023 года разрешение на проведение клинических испытаний на людях было получено.
В сентябре 2023 года Neuralink объявила о запуске процесса подбора пациентов для первых клинических испытаний чипов на человеке. Разрешение на набор добровольцев было получено от независимого экспертного совета. Пациенты будут подбираться из числа людей, у которых парализованы руки и ноги из-за спинномозговой травмы или бокового амиотрофического склероза. На процесс тестирования отводится около шести лет. Исследование получило название PRIME (Precise Robotically Implanted Brain-Computer Interface, Точный роботизированный интерфейс «Мозг-компьютер».

## Презентации

### Презентация 2019 года
16 июля 2019 года прошла презентация на которой Илон Маск и команда компании Neuralink представили результаты своей двухлетней работы над технологиями будущего — нейроинтерфейсы мозг-машина. Был показан чип N1, который будет вживляться в мозг. Илон Маск даже рассказал чуть больше, чем планировал — в частности о результатах тестирования на животных. По словам компании, в 2020 году Neuralink может уже начать клинические испытания с людьми.
Испытания запланированы на человеке с параличом всех конечностей, которому планируется внедрить четыре 1024 канальных сенсора в первичную моторную кору, в дополнительную моторную область, в премоторную кору, а также для обратной связи — в первичную соматосенсорную кору. Начальные цели — добиться «мысленного» ввода текста и управления компьютером и мобильным телефоном.
Также была продемонстрирована работа созданного командой аппарата, который способен самостоятельно оценивать проходящие в толще коры головного мозга кровеносные сосуды и устанавливать, не повреждая кровеносного русла, «нити» Neuralink, которые служат для улавливания импульсов и стимуляции нейронов.
В секции «Вопросы и ответы» Илон Маск положительно отнёсся к идее создания подобия некоего App store. Также для разработчиков будет предоставлен API.

### Презентация 2020 года
Проводилась с целью привлечения новых сотрудников. Демонстрировались чипы второго поколения, которые теперь внедряются в череп, и робот, применяемый при их установке, а также свиньи с вживлённым устройством. Отвечали на вопросы. Участвовали Илон Маск и сотрудники компании. Видео опубликовано на YouTube-канале компании. На презентации было объявлено, что данная технология — путь к лечению многих тяжёлых болезней человека. Одновременно поднималась тема симбиоза человека и искусственного интеллекта.

## Имплантации нейрочипов людям
28 января 2024 года компания провела успешную операцию по вживлению чипа парализованному студенту Нолану Арбо.
В конце мая 2024 стало известно, что Neuralink начал поиски трёх новых пациентов для чипирования. При этом власти США ещё не дали компании Маска разрешение на испытания.
2 августа 2024 года компания провела вживление идентичного чипа второму пациенту Алексу, о котором известно, что до травмы позвоночника он был автомехаником. Илон Маск через несколько дней после операции сообщал, что имплантат увязан с мозгом Алекса 400 электродами (из 1024, используемых в чипе). После подключения к компьютеру Алекс через пять минут научился управлять курсором силой мысли, на второй день смог работать в программе Fusion 360 для CAD-моделирования. В дальнейшем он научился использовать чип для видеоигр, в том числе успешно играл в шутер Counter-Strike.

## Расследования в отношении компании
- Осенью 2022 года Министерство сельского хозяйства США начало федеральное расследование о возможном жестоком обращении в компании Neuralink с подопытными животными. Поводом для расследования послужили жалобы, полученные властями от бывших и нынешних сотрудников компании, которые утверждали, что все исследования и тесты проводятся в Neuralink в ускоренном режиме, из-за чего растет количество неудачных экспериментов, которые сопряжены со смертями животных. Информация об этом подтверждалась внутренней документацией компании, оказавшейся в распоряжении журналистов агентства Reuters[26][27]. В июле 2023 года расследование было закончено. Нарушений правил исследований на животных обнаружено не было[28].

- В феврале 2023 года Министерство транспорта США начало расследование против компании Neuralink, обвиняемой в неосторожном обращении с потенциально опасными патогенами. Жалобу подала неправительственная организация Physicians Committee of Responsible Medicine (PCRM)[29]. Речь идет об экспериментах, проводимых Neuralink в 2019 году совместно с Калифорнийским университетом в Дейвисе, в ходе которых исследователи без должных предосторожностей упаковывали и транспортировали имплантаты, извлеченные из мозга обезьян. По данным PCRM, имплантаты содержали опасные патогены, такие как стафилококки и вирус герпеса B, которые могут возбуждать различные заболевания[30][31]. По состоянию на сентябрь 2023 года информация об окончании расследования отсутствовала.